# Horní Smržov
Horní Smržov là một làng thuộc huyện Blansko, vùng Jihomoravský, Cộng hòa Séc.